# Brookville (Ohio)
Brookville è un comune degli Stati Uniti d'America, situato nello stato dell'Ohio, in particolare nella contea di Montgomery.